# Stygionyx montana
Stygionyx montana är en fjärilsart som beskrevs av James John Joicey och Talbot 1917. Stygionyx montana ingår i släktet Stygionyx och familjen nattflyn. Inga underarter finns listade i Catalogue of Life.